# Márcio Barbosa
Márcio Leandro Barbosa da Silveira (Buritama, São Paulo, Brasil, 13 de julio de 1988) es un jugador de fútbol que actualmente milita en el club Xelajú Mario Camposeco de la Liga Nacional de Guatemala.

## Clubes
| Club                                           | País      | Año           |
| ---------------------------------------------- | --------- | ------------- |
| Bandeirante Esporte Clube                      | Brasil    | 2008 - 2009   |
| Araçatuba Futebol Clube                        | Brasil    | 2009          |
| Luverdense Esporte Clube                       | Brasil    | 2009 - 2010   |
| José Bonifácio Esporte Clube                   | Brasil    | 2010          |
| Castelo Futebol Clube                          | Brasil    | 2010 - 2011   |
| Osvaldo Cruz Futebol Clube                     | Brasil    | 2011          |
| Araçatuba Futebol Clube                        | Brasil    | 2011          |
| Piauí Esporte Clube                            | Brasil    | 2011 - 2012   |
| Caxias Futebol Clube                           | Brasil    | 2012 - 2013   |
| FC Viitorul Constanța                          | Rumania   | 2013 - 2015   |
| Paraná Soccer Technical Center                 | Brasil    | 2015          |
| Linhares Futebol Clube                         | Brasil    | 2015-2016     |
| Atlético Río Negro Clube                       | Brasil    | 2016-2017     |
| Club Social y Deportivo Xelajú Mario Camposeco | Guatemala | 2017-presente |